# تيار المجتمع المدني
تيار المجتمع المدني هي حركة علمانية لبنانية أسسها المطران غريغوار حداد في العام 1998. ساهمت الحركة في التحركات المدنية في لبنان منذ العام 205. 

## العلمانية
يُعرِّفُ تيار المجتمع المدني العلمانية بأنها نظرة شاملة للمجتمع والإنسان والفكر هدفها تأكيد استقلالية العالم المدني بكل مقوماته وأبعاده وقيمه وسلوكه تجاه جميع المذاهب الدينية والفلسفية، وخلقِ وعي ذو مضمون حيادي إيجابي تجاه الأديان كافة.

## التحركات
عملَ التيار على مواضيع اللاعنف والعلمانية والديمقراطية في لبنان وموضوع الزواج المدني وشطب القيد المذهبي من سجلات النفوس. ساهم التيار في إطلاقِ تحركات عديدة في لبنان منها الاحتجاجات اللبنانية 2011 والذي سمّاه التيار حراك إسقاط النظام الطائفي ولقاء الطلاب العلمانيين واللقاء العلماني.